# MacConkey-Agar

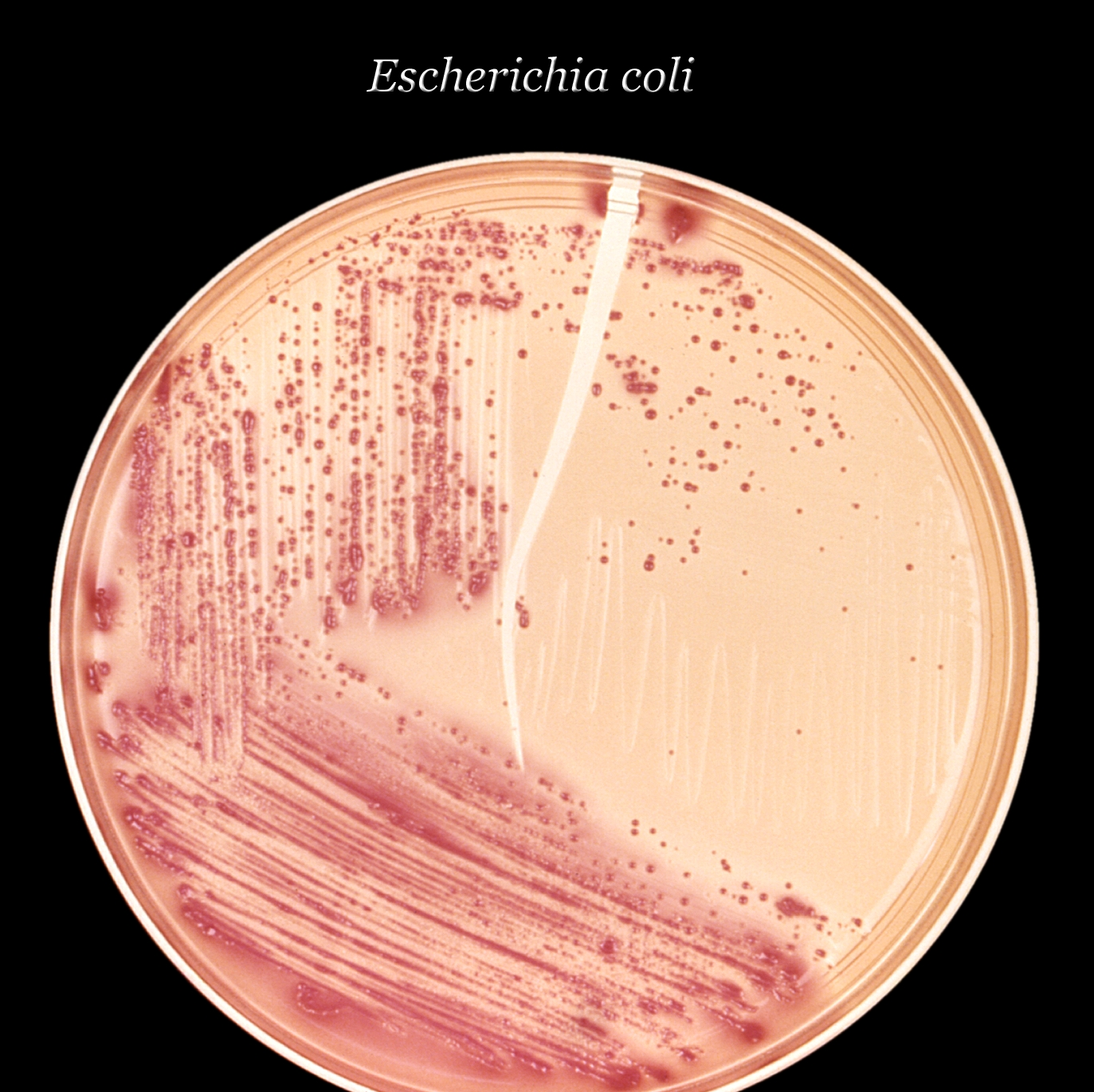
Kolonien von Escherichia coli auf MacConkey-Agar.

MacConkey-Agar ist ein Selektivnährboden zur Isolierung von gramnegativen Bakterien wie Salmonellen, Shigellen und coliformen Bakterien in Fäkalien, Nahrungsmitteln, Abwasser und anderen Habitaten. Zugleich ist es ein Differentialnährboden: Die Kolonien von Organismen wie Escherichia coli, die Lactose fermentativ abbauen können (lactosepositiv) färben sich rot; andere gramnegative Organismen bleiben farblos.
Die ursprünglich (1901) veröffentlichte Rezeptur des britischen Mikrobiologen Alfred Theodore MacConkey (1861–1931) ist heute modifiziert. 

## Wirkungsweise
Die im MacConkey-Agar als Hemmstoffe enthaltenen Gallensalze und Kristallviolett hemmen weitgehend grampositive Bakterien. Außerdem dient Lactose zusammen mit dem pH-Indikator Neutralrot zum Nachweis des Lactoseabbaus. Dabei zeigen sich Lactose-positive Bakterien als rote Kolonien, insbesondere E. coli Kolonien zeigen zusätzlich einen trüben Hof, der durch Gallensäuren verursacht wird, die wegen der pH-Erniedrigung (Säurebildung aus Lactose) ausfallen.

## Typische Zusammensetzung
Der Nährboden besteht meistens aus (Angaben in Gramm pro Liter):
- Pepton aus Gelatine 17,0
- Pepton aus Casein und Fleisch 3,0
- Kochsalz 5,0
- Lactose 10,0
- Gallensalzmischung 1,5
- Neutralrot 0,03
- Kristallviolett 0,001
- Agar-Agar 13,5